# Robert Oppenheimer
Julius Robert Oppenheimer (New York, 22. travnja 1904. – Princeton, 18. veljače 1967.), bio je američki teorijski fizičar i direktor laboratorija Los Alamos i projekta Manhattan tijekom Drugog svjetskog rata. Često mu se pripisuje titula "otac atomske bombe". 

## Djetinjstvo, školovanje i znanstveni rad
Rođen je u New York City-ju, roditelji su mu bili židovski imigranti iz Njemačke. Oppenheimer je stekao diplomu iz kemije na Harvardu 1925. godine i doktorat iz fizike na Sveučilištu u Göttingenu u Njemačkoj. Godine 1927. nakon istraživanja na drugim institucijama, pridružio se Odjelu za fiziku na Sveučilištu Berkeley u Kaliforniji, gdje je postao redovni profesor 1936. godine. Dao je značajan doprinos teorijskoj fizici, uključujući postignuća u kvantnoj mehanici i nuklearnoj fizici, poput Born-Oppenheimerove aproksimacije za molekularne valne funkcije, istraživanja teorije elektrona i pozitrona, Oppenheimer-Phillipsovog procesa u nuklearnoj fuziji i prvog predviđanja kvantnog tuneliranja. Pomoću svojih studenata također je dao doprinose u teoriji neutronskih zvijezda i crnih rupa, kvantnoj teoriji polja i interakcijama kozmičkih zraka. 

## Projekt Manhattan
Godine 1942., Oppenheimer je regrutiran da radi na Projektu Manhattan, a 1943. godine imenovan je direktorom Laboratorija Los Alamos u Novom Meksiku, sa zadatkom razvijanja prvog nuklearnog oružja, četiri godine nakon početka njemačkog nuklearnog programa. Njegovo vodstvo i znanstvena stručnost bili su ključni za uspjeh projekta. Dana, 16. srpnja 1945. godine prisustvovao je prvom testiranju atomske bombe, nazvane „Trinity”. U kolovozu 1945. godine, ta su oružja korištena protiv Japana u bombardiranju Hirošime i Nagasakija. To ostaje jedina upotreba nuklearnog oružja u oružanom sukobu. 

## Nakon Drugog svjetskog rata
Godine 1947., Oppenheimer je postao direktorom Instituta za napredne studije na Princetonu, New Jersey, i predsjedava uglednim Općim savjetodavnim odborom novoosnovane Američke komisije za atomsku energiju. Zagovarao je međunarodnu kontrolu nuklearne energije kako bi se spriječila nuklearna proliferacija i utrka u naoružanju sa Sovjetskim Savezom. Protivio se razvoju vodikove bombe tijekom vladine rasprave o tom pitanju 1949.-1950. godine, te je nakon toga zauzeo stavove o pitanjima vezanim uz obranu koji su izazvali gnjev nekih frakcija američke vlade i vojske. Tijekom "Drugog crvenog straha", Oppenheimerovi stavovi, zajedno s njegovim ranijim povezivanjem s Komunističkom partijom SAD-a, doveli su do opoziva njegove sigurnosne dozvole nakon sigurnosnog saslušanja 1954. godine. To je učinkovito okončalo njegov pristup vladinim atomskim tajnama i time njegovu karijeru kao nuklearnog fizičara. Lišen i direktnog političkog utjecaja, Oppenheimer je nastavio predavati, pisati i baviti se fizikom. Godine 1963., dobio je nagradu Enrico Fermi kao znak političke rehabilitacije. Dana, 16. prosinca 2022., Jennifer Granholm, američka ministrica energetike, naložila je poništenje odluke iz 1954. godine o opozivu Oppenheimerove sigurnosne dozvole.

## Galerija
- J. Robert Oppenheimer 1946. godine.
- Osobna iskaznica J. Robert Oppenheimera u Laboratoriju Los Alamos.
- J. Robert Oppenheimer i general Leslie Groves.
- Albert Einstein i J. Robert Oppenheimer